# Cloniophorus mucheia coloratus
Cloniophorus mucheia coloratus es una subespecie de escarabajo longicornio del género Cloniophorus, tribu Callichromatini, subfamilia Cerambycinae. Fue descrita científicamente por Jordan en 1894.

## Descripción
Mide 18-23 milímetros de longitud.

## Distribución
Se distribuye por República Democrática del Congo y República del Congo.